# Sri Mulyani Indrawati

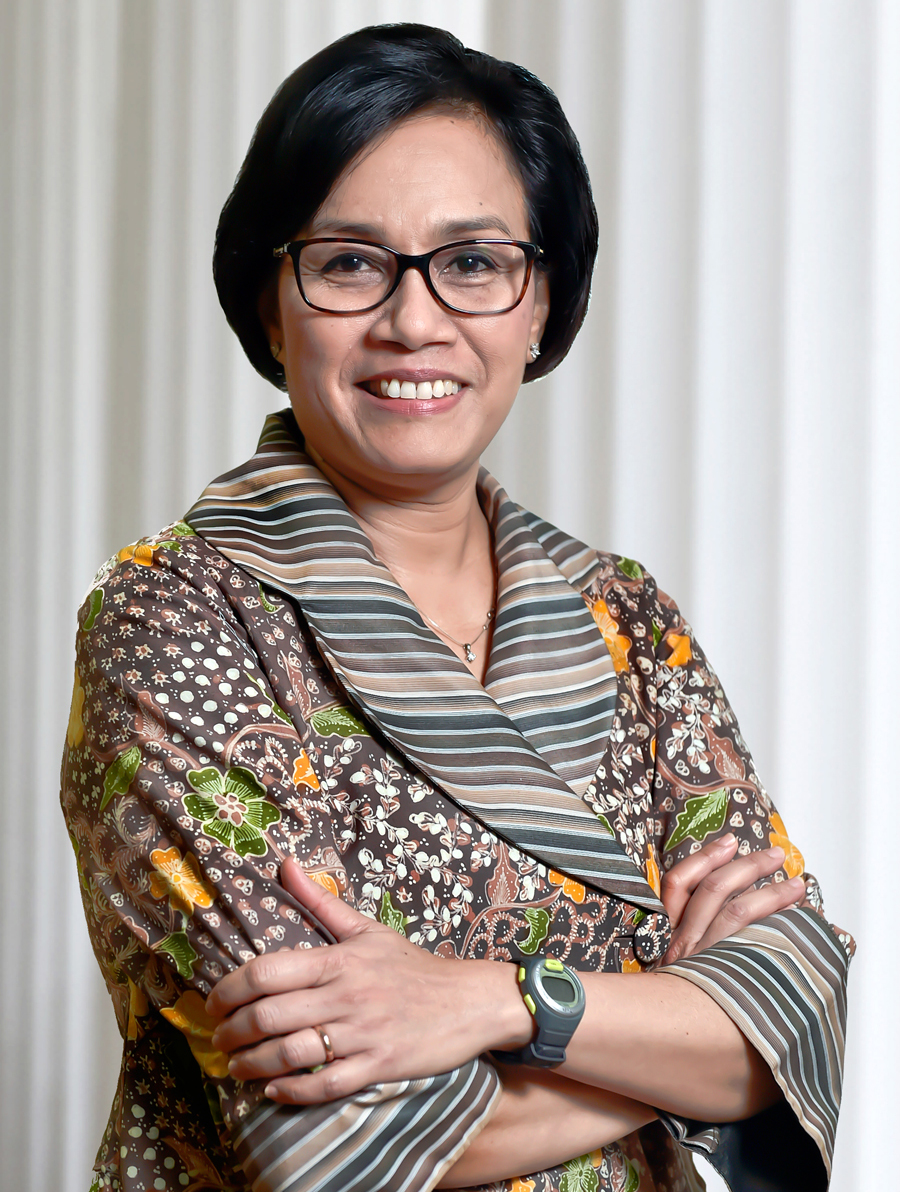
Sri Mulyani Indrawati (2016)

Sri Mulyani Indrawati (* 26. August 1962 in Tanjungkarang) ist eine indonesische Wirtschaftswissenschaftlerin, die für ihre Rolle bei der Weltbank und als Finanzministerin ihres Landes bekannt ist. Sie wird von der Zeitschrift Forbes in der Liste The World’s 100 Most Powerful Women geführt.

## Leben
Mulyani studierte an der Universität Indonesia. Nach ihrem Abschluss 1986 wechselte sie in die Vereinigten Staaten an die University of Illinois at Urbana-Champaign, an der sie 1992 ihren Ph.D. machte. Dort blieb sie zunächst im akademischen Betrieb. Später arbeitete sie für die USAID.
2002 ging Mulyani zum Internationalen Währungsfonds, bevor sie 2004 von dem indonesischen Präsidenten Susilo Bambang Yudhoyono als Finanzministerin in das Kabinett berufen wurde. Während ihrer von Steuerreformen und Korruptionsskandalen gekennzeichneten Amtszeit verzeichnete das Land ein hohes Wirtschaftswachstum. Nach der Wahl 2009 wurde sie in ihrem Amt bestätigt, wechselte jedoch – insbesondere durch den Namen, den sie sich durch das Wachstum Indonesiens während der Weltfinanzkrise gemacht hatte – im Mai 2010 zur Weltbank. Als Managing Director, die zweithöchste Position der Organisation hinter der traditionell von einem US-Amerikaner besetzten Präsidentschaft, trat sie die Nachfolge von Juan José Daboub an. Bis 2016 blieb sie im Amt. Anschließend kehrte sie als Finanzministerin unter Präsident Joko Widodo nach Indonesien zurück, wo sie auf Bambang Brodjonegoro folgte.